# Kościół Trójcy Świętej w Stęszewie
Kościół Trójcy Świętej w Stęszewie – rzymskokatolicki kościół parafialny znajdujący się w podpoznańskim Stęszewie, w województwie wielkopolskim. Należy do dekanatu stęszewskiego archidiecezji poznańskiej.

## Historia
Jest to świątynia gotycka wybudowana w 1463, od 1468 nosiła godność kolegiaty, w XVI wieku była kościołem protestanckim. Restaurowana w 1726 i 1771 w stylu barokowym. Posiada renesansowe ołtarze boczne. W kaplicy jest umieszczony nagrobek Doroty Jabłonowskiej (zmarłej 1773) z jej portretem. Przy budowli spoczywają powstańcy listopadowi z 1831 – Antoni Nowicki i Melchior Rzyski oraz Nikodem Błażejewski, powstaniec wielkopolski z 1848.